# Пукирев, Василий Владимирович
Васи́лий Влади́мирович Пу́кирев (рус. дореф. Василій Владиміровичъ Пукиревъ; 1832—1890) — русский живописец и график, жанрист и портретист, академик и профессор Императорской Академии художеств.

## Биография
Родился 1 (13) декабря 1832 года в селе Лужники Каширского уезда Тульской губернии.
Получив начальное образование, он, крестьянин по происхождению, поступил в учение к одному иконописцу в Могилёвской губернии, а затем, благодаря счастливой случайности, попал в Московское училище живописи, ваяния и зодчества, где учился в 1847—1858 годах. Занимаясь здесь живописью под главным руководством профессора С. К. Зарянко, вскоре выказал блестящие успехи в этой отрасли искусства. В 1850 году по представленным двум рисункам получил звание учителя рисования в гимназиях. В 1855 году за два живописных портрета с натуры дочерей Геркена был удостоен звания неклассного художника. В 1858 году окончил училище и получил звание «свободного художника».
За большой портретный этюд «Девушка» в 1860 году получил степень академика по исторической и портретной живописи.
В 1860-е годы Пукирев жил в доме № 28 по Большой Лубянке, затем поселился на казённой квартире на территории Училища живописи, ваяния и зодчества (Мясницкая, 21), где преподавал в 1861—1873 годах.
Дважды, в 1862—1863 гг. и мае—июле 1864 года, на средства члена Московского общества любителей художеств А. А. Борисовского ездил за границу «для обозрения картинных галерей… и художественных произведений».
Совместно с А. К. Саврасовым он подготовил «Курс рисования» (М., 1869).
В 1873 году был вынужден отказаться от преподавательской деятельности по состоянию здоровья. В 1879 году коллеги добились для него скромной пенсии. Полузабытый художник умер в бедности 1 (13) июня 1890 года. Похоронен на Ваганьковском кладбище (34 уч.).

## Творчество
На академическую выставку 1863 года Пукирев представил картину «Неравный брак» (ныне в Третьяковской галерее), которая выдвинула художника на одно из видных мест в среде русских живописцев своей общей идеей, экспрессией, необычайным для бытового сюжета размером и исполнением. За неё Академия удостоила Пукирева звания профессора.
Последующие работы художника: «Ревность женщины», «Несостоявшийся брак», «Дьячок, объясняющий картину Страшного суда» (1868), «Размолвка», «В мастерской художника» (1865), «Сбор недоимок» (1870), «Потрава» (1870), «Приём приданого» (1873), «Митрополит Филипп, не благословляющий Иоанна Грозного» (1873), «В приёмной концессионера» (1876) и другие пользовались успехом, но значительно уступали в достоинстве «Неравному браку», некоторые из картин были ниже среднего уровня жанровой живописи тех лет. Ещё слабее были картины на религиозные темы, которые Пукирев написал в конце своей деятельности. Кроме того, он писал иконы — в частности, им написаны иконы для надвратной церкви Страстного монастыря и для храма Троицы Живоначальной на Грязех. Пукирев делал также иллюстрации к произведениям Николая Гоголя («Мёртвые души») и Ивана Тургенева («Записки охотника», 1880).
В приложении к «Вестнику изящных искусств» Андрей Сомов поместил о нём небольшой некролог: «Среди своих товарищей и учеников он оставил по себе тёплое и прочное воспоминание, а в истории русского искусства — блестящий, хотя и короткий след».

## Галерея
- Портрет М.Н. Облеуховой (1855)
- Игрок (1855)
- Мальчик с птичьим гнездом (1856)
- Строительство железной дороги (1871)
- Приданое (1873)
- Двоеженец, или Прерванное венчание (1877)
- Иван Грозный в молельне (1884)
- Сбор недоимок
- Автопортрет